# Atrij
Atrij u modernoj arhitekturi predstavlja veliki otvoreni prostor, često vrlo visok i s ostakljenim krovom ili s velikim prozorima, često se nalazi unutar zgrade i obično se nalazi odmah iznad glavnog ulaza vrata.

## Rimski atrij
Atrij (atrium) je naziv unutarnjeg dvorišta, u kome se u staroitalskim kućama tradicionalno nalazi ognjište. Atrium može biti predvorje sa stupovima u javnim zgradama, predsoblje u starorimskoj kući ili prednji dio hrama. Atrij je bila središnja nenatkrivena prostorija staroitalskog doma, poznata još kod Etruščana. U starim rimskim kućama tu je bilo smješteno ognjište, kućni žrtvenik i likovi predaka (imagines). Četverostrano rubno konzolno krovište povrh oboda atrija okružuje otvor koji služi za odvod dima. Oborine što padaju kroz compluvium, krovni otvor čije su plohe nagnute prema unutra, sabiru se u bazenu ispod njega, odnosno, u impluviumu. U kasnijem razdoblju on biva okružen trijemovima sa stupovljem, te služi kao prostorija za primanje.

## Ranokršćanski atrij
U kršćanskom razdoblju atrij je predstavljao peristilno dvorište ispred bazilike, najčešće s fontanom u sredini, te je služio kao okupljalište za prijelaz iz ulice u crkveni prostor. Postoji nekoliko tipova antičkih kuća s atrijem koji se razlikuju po svojoj krovnoj konstrukciji: tuksički čije stropne grede slobodno premošćuju prostor, tetrastilni čija četiri stupa podupiru gredu oko otvora trijema, te korintski koji ima više potporanja.
- Atrium tuscanicum
- Atrium tetrastylicum
- Atrium corinthicum

## Moderni atrij
Najviši atrij na svijetu visok 180 metara nalazi se u Dubaiskom hotelu Burj Al Arab.
Luxor Hotel u Las Vegasu, ima površinom najveći atrij na svijetu veličine 820.000 m³.

## Ostala značenja
- predvorje sa stupovima u javnim zgradama[2]
- u kršćanskim crkvama prednji dio hrama[2]

### Ostali projekti
|  | Zajednički poslužitelj ima još gradiva o temi Atrij |